# Маракана гірський
Маракана гірський (Primolius couloni) — птах з родини папугових.

## Зовнішній вигляд
Розмір тіла 40—42 см, вага 250—350 г. Забарвлення оперення зеленого кольору. Голова і крила сині, хвіст червоно-коричневий з блакитним кінцем. Неоперена зона чорна, ноги тілесного кольору. Райдужка жовта. Дзьоб чорний, кінчик білий. Самка ідентична самцеві.

## Поширення
Живе на сході Перу, у Західній Бразилії та Північної Болівії.

## Спосіб життя
Населяє переважно дощові ліси до висоти 1300 м над рівнем моря. У позагніздовий період тримається дрібними зграями. Живиться горіхами, плодами. Тривалість життя 30—40 років.

## Розмноження
Період розмноження — жовтень — квітень. Протягом року буває 1-2 кладки. У кладці 3—4 яйця. Насиджування триває 24—26 днів. Пташенята перебувають у гнізді 90 днів.

## Спосіб життя
Населяють переважно дощові ліси до висоти 1300 м над рівнем моря. У позагніздовий період тримаються дрібними зграями. Тривалість життя 30-40 років. Активний в світлий час доби. Гірський ара любить високі дерева, що ростуть біля води. У жаркі години відпочиває в кроні дерев.

## Живлення
В раціон входять пальмові горіхи, плоди, насіння, бруньки.

## Чисельність
Гірський ара занесений в конвенцію CITES, Додаток I. Популяція всього 100—200 особин.